# محمد صالح عبد المنعم
محمد-صالح عبد المنعم أحمد الكرخي البغدادي (1911 - 1991) شاعر وطبيب عراقي. ولد في الكرخ في بغداد وتعلّم فيها على والده فأتقن العربية واللغات الأجنبيّة وأرسله إلى المدراس الرسمية فحاز الثانوية. دخل كليّة الطب في بغداد وتخصص بالجراحة. له ديوان شعر مخطوط. توفي في بغداد.

## سيرته
محمد- صالح بن عبد المنعم بن أحمد بن محمود الكرخي البغدادي سنة 1911م/1329 هـ في الكرخ في بغداد. كان أبوه مدرّسًا في عهد العثماني، وبعد الانتداب البريطاني تركها وعمل بالتجارة. تعلم القراءة والكتابة والقرآن على والده، ودرس على شكر البغدادي، ثم دخل المدارس الرسمية حتى تخرج في كلية الطب سنة 1936. ثم عمل في مهنة الطب جراحًا.
توفي في بغداد سنة 1991 م/1412 هـ.

## شعره
قال الشعر صغيرًا وأجاد في نظمه. وله شعر كثير لكنّه لم يطبعه وديوانه مخطوط. ذكره عبد العزيز البابطين في معجمه وقال «شاعر طبيب، شعره وجداني ذاتي يتوزع بين البث والحنين والمناجاة، لا يخلو من صدق العاطفة وحرارة الأداء مع استخدام تقنية التكرار في (مناجاته) مع تأجج العاطفة وصدقها.»